# Helena Heijens
Helena Heijens (Brasschaat, 29 mei 2006) is een Belgisch acrogymnaste. 

## Levensloop
Heijens zette haar eerste turnstapjes als kleuter bij Acro II Gym vzw dichtbij haar thuis in Brasschaat. Tips en tricks kreeg ze van haar grote zus, acro-choreografe en tevens ex-acrogymnaste. 
In 2014 stond Heijens voor het eerst op de wedstrijdvloer, samen met haar turnpartners. Het trio nam op de noten van de Lion King deel in het I-niveau. Het wedstrijdseizoen nadien (2015 – 2016) kaapte ze als duo meerdere medailles weg. Eind 2016 vormde Helena weer een trio: een ware match. Het trio schitterde 2 seizoenen op de wedstrijdvloer in het A-niveau. Toen al bekoorde Helena, samen met haar partners, de jury met  mooie artistieke nummers. Als kers op de taart schitterden ze op de MIAC in Portugal en het Belgisch Kampioenschap. 
Na deze ervaring zette Heijens in de zomer van 2018, haar eerste stapjes bij het topsport team in Gent. Drie jaar vormde ze een gemengd paar met Pieter Everaert (Sportac Deinze). Samen brachten ze acro nummers op verschillende plekken in de wereld. FIAC in Puurs, Gütenberg Cup in Duitsland, Europees Kampioenschap (2019) in Holon (Israël), Gymgala in Antwerpen, Prince Grace Gala in Monaco en het Europees Kampioenschap (2021) in Pesaro (Italië). Heijens en Everaert wisten steeds het publiek en de jury te veroveren met hun prachtige expressie en mooie delen. Een verdienste van coach Sergey Tretyakov en choreograaf Irina Shadrina. Helaas had Everaert te kampen met enkele blessures waardoor het topsportverhaal eind 2021 stopte voor hem.

### Senior
Sinds november 2021 vormt Heijens, een gemengd paar met Bram Röttger (TK Werchter). Röttger trainde in het verleden reeds in het topsportcentrum in Gent, maar stopte na het WK acro in 2018, later maakte hij een comeback. 
Op het wereldkampioenschap van 2022 in Bakoe won het duo viermaal goud, met name in de balans, tempo en combined finale, alsook in de teamfinale. Tijdens de tempo kwalificatie behaalden ze 29.330 punten en 57.880 punten in de allround kwalificatie. Voor de tempo finale kozen ze voor hun routine het verhaal waar Röttger in de huid kroop van de violist Paganini en Heijens de duivel die hem afleidde. Ze wonnen het goud voor het duo uit Azerbeidzjan, Raziya Seyidli en Aghasif Rahimov en het Britse duo  Natasha Hutchinson en Dylan Howells. Tijdens de finale van de allround behaalde ze een score van 29.110 voor het Britse duo Natasha Hutchinson en Dylan Howells die 29.030 haalde en Daniel Blintsov en Pia Schuetze van Duitsland die een score behaalde van 28.890.
Op de internationale wedstrijd MIAC 2022 in Portugal kaapten ze opnieuw 3x goud : Balans, tempo en Combined. In dit laatste onderdeel behaalden ze een torenhoge score van 30,000punten. 
Op de Wereldspelen van 2022 behaalde het duo goud in het onderdeel 'gemengde paren', eerder behaalde het duo dat jaar ook reeds de eindzege in de wereldbeker.